# Aplodismenty, aplodismenty...
Aplodismenty, aplodismenty... (Аплодисменты, аплодисменты…) è un film del 1984 diretto da Viktor Buturlin.

## Trama
Il film racconta di un artista divertente che sogna di interpretare un ruolo drammatico. E all'improvviso ha questa opportunità.